# Friedrich Ludwig Heinrich Waagen
Christian Friedrich Ludwig Heinrich Waagen (* 16. April 1750 in Göttingen; † 16. Mai 1825 in Neuweißstein bei Waldenburg in Schlesien; auch Christian Friedrich Ludwig Heinrich Waagen, Wagen oder Wage) war ein deutscher Porträt-, Historien- und Landschaftsmaler. Über seine Werke ist kaum etwas bekannt. Er hatte aber umfangreiche Kunstkenntnisse erworben, trug in Hamburg eine Gemäldesammlung zusammen und war mit vielen bedeutenden Persönlichkeiten seiner Zeit bekannt, befreundet oder verschwägert.

## Leben

### Göttingen

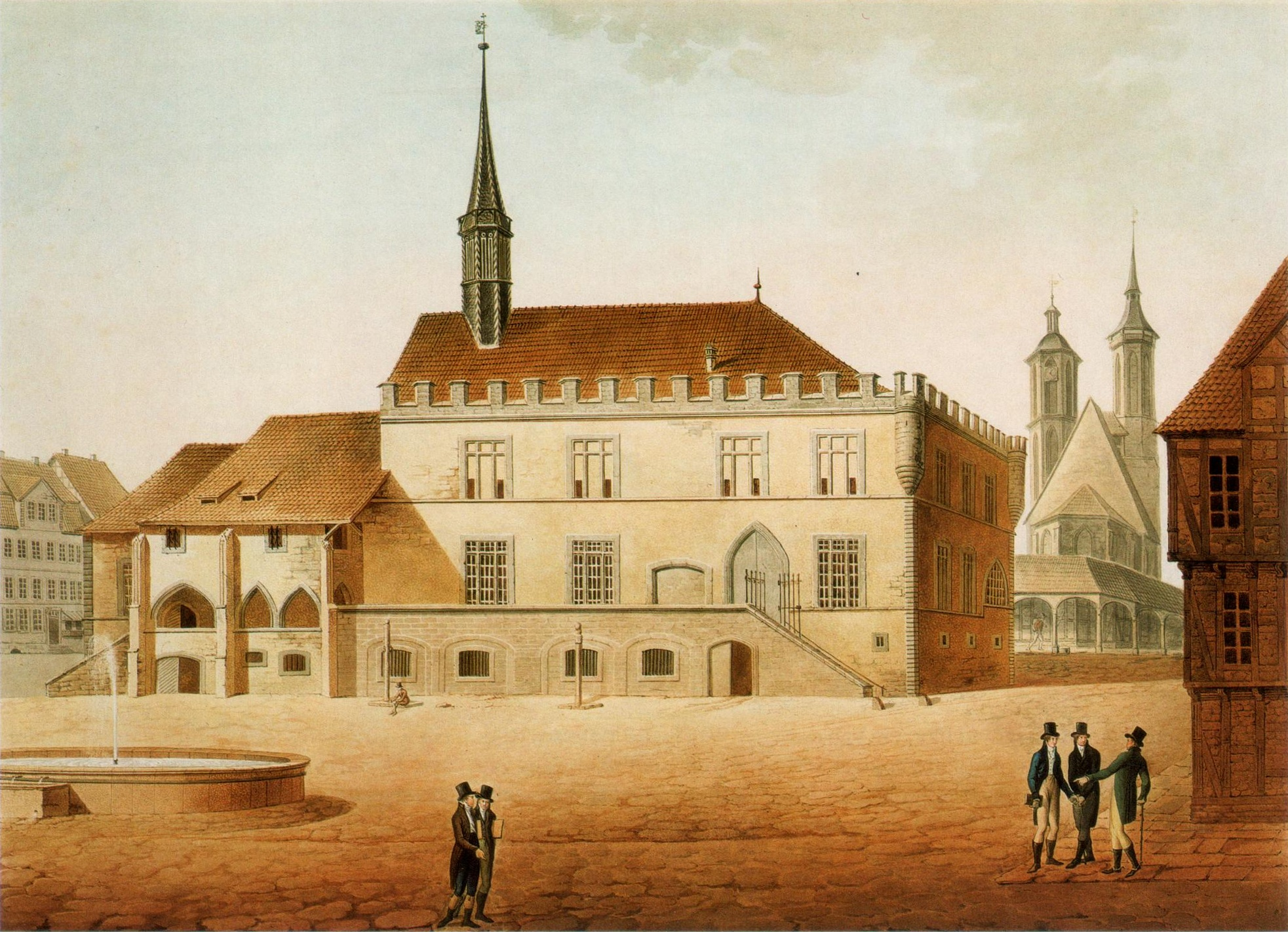
Göttingen, Altes Rathaus (um 1800). Aquarell von Johann Christian Eberlein

Friedrich Ludwig Heinrich Waagen stammte laut Johann Heinrich Tischbein dem Älteren (1722–1789) aus Göttingen. Ab 1767 studierte Waagen in Göttingen Mathematik. Er wurde dort am 5. Mai 1767 immatrikuliert.
Am 18. Juni 1770 erschien sein von ihm angelegter und gezeichneter Entwurf zur Göttingischen Universitäts Bibliothek. Erhalten blieb außerdem ein Stammbuch von Johann Thomas Ludwig Wehrs (1751–1811), in dem sich Waagen am 17. Oktober 1770 eintrug und darin auch eine Federzeichnung Allegorie der Wissenschaft hinterließ. Waagen hatte 1770 auch Privatunterricht im Atelier von Johann Heinrich Tischbein dem Älteren und sich dabei in der Porträt- und Historienmalerei ausgebildet. Er soll ebenfalls Schüler von Ferdinand Kobell (1740–1799) gewesen sein, dabei das Fach Landschaftsmalerei gewählt und sich Nicolas Poussin (1594–1664) zum Vorbild genommen haben. Er soll auch ein begabter Figurenmaler gewesen sein.
1778 erschien in Göttingen die erste Auflage der „Naturgeschichte für Kinder“ von Georg Christian Raff (1748–1788). Waagen zeichnete für dieses Werk zunächst elf, später insgesamt vierzehn Bildtafeln zu Pflanzen, Tieren und Mineralien, die vom Nürnberger Kupferstecher Johann Georg Sturm (1742–1793) gestochen wurden.

### Kassel, Reise nach Italien und Aufenthalt in Rom

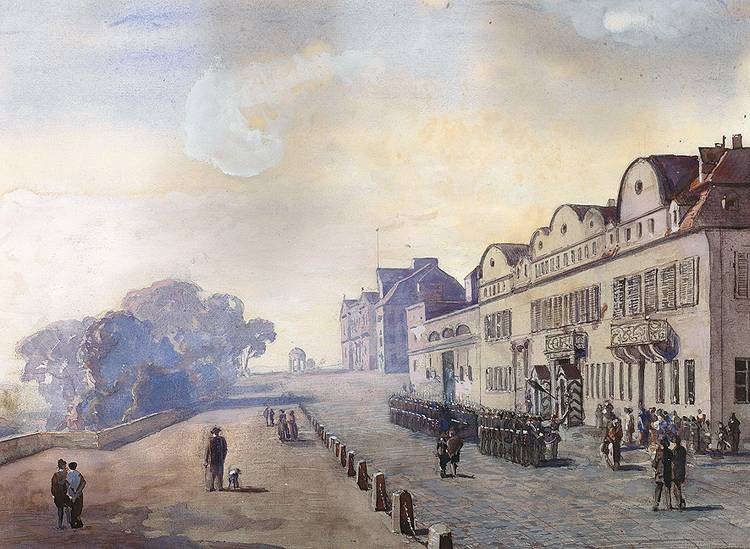
Erste Kasseler Kunstakademie im Schloss Bellevue. Gouache von Louis Kolitz

Von 1778 bis 1779 studierte Waagen an der 1777 gegründeten Kasseler Kunstakademie, an der auch Johann Heinrich Tischbein der Ältere als Professor der Zeichenkunst und Malerei tätig war. Im Anschluss daran reiste er von 1779 bis 1781 gemeinsam mit seinem Freund Johann Heinrich Wilhelm Tischbein der Jüngere (1751–1829) über Nürnberg nach Italien. Tischbein hatte für diese Reise ein Stipendium der Kunstakademie Kassel erhalten und schrieb darüber: „Mein Reisegefährte war Herr Waagen aus Göttingen, der in Kassel die Architektur und Malerei studiert hatte, sich nun aber in Rom der Malerei ganz widmen wollte. […] Mein Freund Waagen kopierte in der Galerie Corsina ‚Das Opfer Noahs nach der Sündflut‘ von Poussin. Die Arbeit war für seinen Wohltäter bestimmt und machte ihm daher doppelte Freude.“
Um 1780 war Waagen in Rom, um dort seine Studien zu vertiefen. Dort freundete er sich auch mit dem Maler Friedrich Müller (1780–1825) an. Müllers Manuskript zu „Golo und Genovefa“ brachte Waagen anschließend mit nach Deutschland.

### Erneuter Aufenthalt in Göttingen

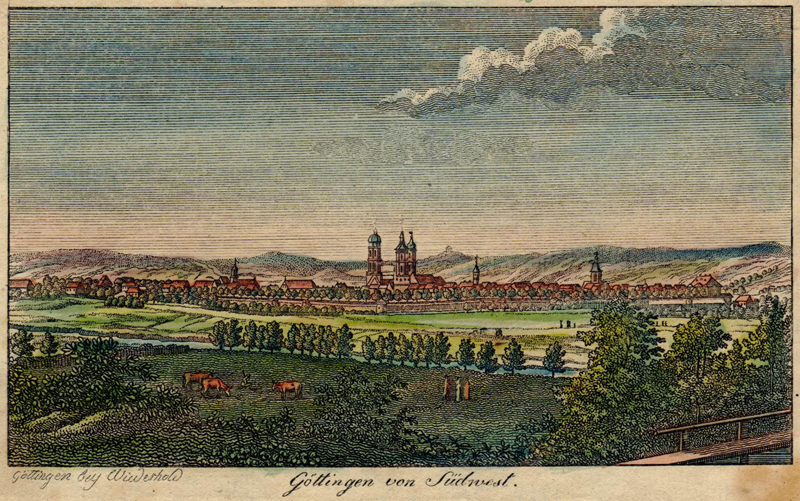
Göttingen (um 1810). Kolorierter Stich

Nachdem Waagen aus Italien zurückgekehrt war, hielt er sich um 1785 erneut in Göttingen auf und war mit dem Mediziner Johann Heinrich Jäger (1752–1825), mit dem Mathematiker Henrich Julius Oppermann (1752–1811) und mit dessen Bruder Heinrich Oppermann († 1804) freundschaftlich verbunden. In dieser Zeit entstand auch die Kohlezeichnung, die August Bürger bei einer Lesung zeigt, sowie Waagens Ölgemälde, auf dem die Brüder Oppermann, der Mediziner Johann Heinrich Jäger und der Maler selbst dargestellt sind.

### Familie
Am 6. Mai 1793 heiratete er die aus Hamburg stammende Johanna Louise Alberti (* 11. November 1765; † 26. Mai 1807), eine Tochter des Hamburger Pastors Julius Gustav Alberti (1723–1772) und seiner Frau, Dorothea Charlotte Alberti (1733–1809), geb. Offeney. Zum Freundes- und Unterstützerkreis gehörten unter anderen auch Friedrich Gottlieb Klopstock (1724–1803) ebenso wie der junge Johann Heinrich Voß (1751–1826). In Hamburg wohnte Waagen als Kunstmaler zusammen mit seiner Frau im Haus Große Bleichen No. 375. Das freundschaftliche Verhältnis zu Johann Heinrich Voß bestand dann auch zu Waagen und ist noch für das Jahr 1818 belegt.
Drei Kinder des Ehepaars waren beim Tod des Friedrich Ludwig Heinrich Waagen noch am Leben: Seine Söhne Gustav Friedrich Waagen (1794–1868) und Carl Waagen (1800–1873) widmeten sich ebenfalls der bildenden Kunst; der älteste, Gustav, wurde ein bedeutender Kunsthistoriker, der jüngste wurde Maler. Der mittlere Sohn Wilhelm Martin Waagen (* 1795 in Hamburg, † 20. März 1877 in Leobschütz), wurde Offizier der preußischen Armee. In der von Carl Waagen in Vertretung der Geschwister gezeichneten Todesanzeige des Vaters wird er als Lieutenant und Adjutant der 2. Infanterie-Brigade bezeichnet; genannt ist auch seine Frau Adelheid Waagen, geb. Ruppel, und eine Enkelin Adele. Als Hauptmann a. D. wurde er verabschiedet und amtierte als Landrat von 1834 bis 1850 in Memel, von 1850 bis 1873 in Leobschütz, wurde im Januar 1871 erster Direktor der Kreissparkasse und hinterließ seinerseits eine Kunstsammlung. Einer seiner Söhne, Enkel des Friedrich Ludwig Heinrich Waagen, war der Bildhauer Max Arthur Waagen (1833–1898), der 1861 am Pariser Salon teilnahm, 1864 dort Marie Constance Villedier heiratete und 1873 eine Kunstschmiede in Berlin eröffnete.

### Hamburger Leben
1797 lernte Waagen Ludwig Tieck (1773–1853) kennen, als dieser sich in Hamburg aufhielt. Waagen übergab ihm bei dieser Gelegenheit Müllers Manuskript zu „Golo und Genovefa“. Ludwig Tieck heiratete 1798 Amalie Alberti (1769–1837), eine Schwester von Waagens Frau Johanna Louise, und wurde somit Waagens Schwager.
In Hamburg gab es zu dieser Zeit noch keine Kunstakademie und keine Galerie. Französische Emigranten brachten aber in der Zeit der Französischen Revolution auch viele Kunstschätze mit nach Hamburg. Waagens umfangreiche Kunstkenntnisse und sein Verhandlungsgeschick ermöglichten ihm, mit geringen finanziellen Mitteln eine umfangreiche private Gemäldesammlung von Werken italienischer, niederländischer und deutscher Maler zusammenzutragen, „die er dem Publicum an gewissen Tagen gegen Eintrittsgeld zeigte“.
1800 und 1802 nahm er an der Preisaufgabe für bildende Künstler in Weimar teil. Waagen übersandte an Johann Wolfgang von Goethe (1749–1832) zwei Gemälde zur „Preisaufgabe fürs Jahr 1800“ und erläuterte in seinem dazugehörigen Schreiben vom 6. August 1800, er habe sich immer nur in beschränktem Umfang seiner Malerei widmen können. Am hiesigen Orte habe „man für Gegenstände höherer Kunst gar keinen Sinn“.
Hamburg war weitgehend protestantisch und es gab auch keinen Fürstenhof wie in anderen deutschen Städten. Die protestantische Kirche hatte kein Interesse, Altarbilder in Auftrag zu geben, und auch die höfischen Auftraggeber für repräsentative Historienbilder fehlten.
Für die Weimarer Kunstausstellung 1802 übersandte Waagen sechs seiner Bilder und hoffte auf einen Verkauf.
Im Winter 1804 kündigte Waagen die Gründung einer Zeichner- und Malerakademie an und zog im Laufe des Jahres in die ABCStraße No. 165 um. Ab 1805 wurde seine Zeichner- und Malerakademie auch im Hamburger Adressbuch aufgeführt. So verschaffte er sich ein Auskommen als Lehrer im Zeichnen und Malen und konnte die Existenz seiner Familie sichern.
Henrik Steffens (1773–1845), der mit Johanna Reichardt (1784–nach 1848), einer Nichte Waagens, verheiratet war, schilderte seine Begegnungen mit Waagen um 1804 in Hamburg folgendermaßen: „Er lebte vom Unterricht im Zeichnen und Malen, und obgleich sein Institut bedeutend genug war, vermochte er doch nur mühsam mit seiner Familie sich zu ernähren. Ich hatte schon früher bei Tieck in Dresden seine Bekanntschaft gemacht, und der stille, bescheidene, wahrhaft fromme Mann hatte mich innig angezogen. Seine Unterhaltung war sehr lehrreich. Er hatte sich lange in Italien aufgehalten; sein Auge für die Kunst war geschärft und seine Kunstkenntniß ward belohnt. […] auf jeden Fall mußte man sich wundern, eine solche Sammlung in dem Besitz eines Mannes zu finden, der mit Mühe und Anstrengung eine Familie zu ernähren hatte.“
Zu diesem Zeitpunkt umfasste seine Gemäldesammlung bereits „54 der auserlesenen Meister Stücke aller Schulen“, wie Philipp Otto Runge (1777–1810) im Dezember 1804 in einem seiner Briefe erwähnte. Sie sollte seinen Schülern als Anregung dienen.

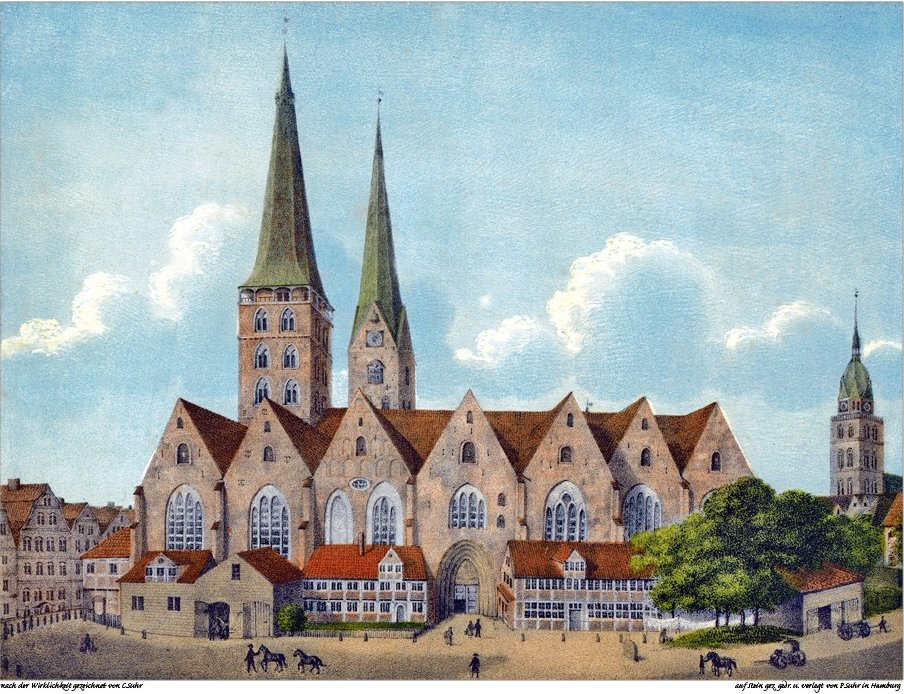
Hamburger Domkirche (um 1800). Lithographie von Peter Suhr

Im Juli 1804 wurde der mittelalterliche Hamburger Dom zum Abriss freigegeben. Im Oktober 1804 trat Waagen an die Stadt Hamburg mit der Bitte heran, ihm für seine kunstpädagogischen Zwecke Werke aus dem zum Abriss bestimmten Dom zur Verfügung zu stellen. Man überließ ihm etwa zwei Dutzend mittelalterliche Arbeiten, unter anderem vier große Tafeln vom Hauptaltar. Da Waagen zum Zeitpunkt der anstehenden Bergung der Bilder erkrankte, sicherten Philipp Otto Runge und Friederich August von Klinkowström (1778–1835), der in dieser Zeit ohnehin bei ihm wohnte, die Gemälde für die private Sammlung Waagens. Die Werke wurden Waagen für seine Zeichenschule zunächst nur geliehen, dann aber doch geschenkt, „da bei einem öffentlichen Verkauf nicht viel zu erwarten wäre“.1805 erschien dazu in der Zeitschrift Hamburg und Altona unter dem Titel Etwas über Herrn Waagen’s Gemäldeausstellung und Zeichenschule in Hamburg ein zeitgenössischer Bericht.
Schüler dieser Zeichen- und Malschule war auch Johann Joachim Faber (1778–1846), bevor er zu einer Studienreise in Europa aufbrach.
Im Sommer 1807 wurde Waagen als „Stifter und Vorsteher einer akademischen Lehranstalt im Zeichnen und Malen“ assoziiertes Mitglied der Hamburgischen Gesellschaft zur Beförderung der Künste und nützlichen Gewerbe.

### Umzug nach Altwasser (Schlesien) und Aufenthalt in Dresden

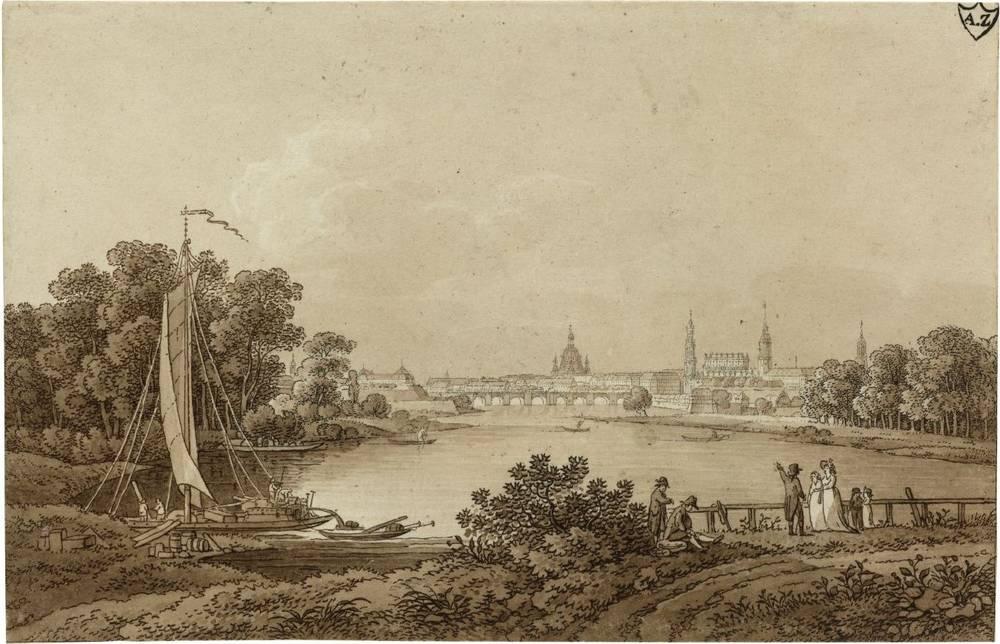
Dresden vom Pieschener Winkel aus (um 1800). Radierung von Adrian Zingg

Kurze Zeit nach dem Tod seiner Frau Johanna Louise bot Waagen im Sommer 1807 deren noch unverheirateter Schwester Maria Alberti (1767–1812) die Heirat an. Die Ehe kam nicht zustande, da Maria Alberti Waagens Konvertierung zum Katholizismus verlangte. Noch im gleichen Jahr zog Waagen mit seinen Söhnen nach Schlesien und wohnte dort in Altwasser (Stary Zdrój) in der Nähe seines Schwagers Johann Gustav Wilhelm Alberti, eines Bruders von Maria Alberti. Seine umfangreiche Gemäldesammlung einschließlich der aus dem Dom stammenden Bilder nahm er mit. Es schien in Hamburg kein Interesse daran zu bestehen, diese Bildwerke am Ort zu behalten. Über den weiteren Verbleib der meisten Gemälde aus Waagens Sammlung ist nichts bekannt. Lediglich vier große Tafeln, Seitenflügel des Hauptaltars, befinden sich heute im Warschauer Nationalmuseum.
Ab 1809 ließ sich Waagen in Dresden nieder und soll dort noch 1820 tätig gewesen sein. Bekannt ist auch, dass er 1812 ein Porträt seines damals 18-jährigen Sohnes Gustav Friedrich malte. Im August 1822 erkrankte Friedrich Ludwig Heinrich Waagen schwer. In der Autographensammlung der Niedersächsischen Staats- und Universitätsbibliothek Göttingen und in der Staatsbibliothek zu Berlin existieren insgesamt fünf Briefe von Friedrich Ludwig Heinrich Waagen, die dieser am 31. Dezember 1814, am 3. März 1818 und am 28. März 1818 in Waldenburg und am 3. August 1822 sowie am 20. Dezember 1822 in Neuweissstein (Neuweißstein/Biały Kamień) verfasste. Biały Kamień ist heute ebenso wie Stary Zdrój ein Ortsteil von Wałbrzych.

## Werke

### Schriften
- Friedrich Ludwig Heinrich Waagen: Entwurf zur Göttingischen Universitäts Bibliothek als solche nach Massgabe des dazu in der Kaspühle in Vorschlag gekommenen Raumes von dem Hrn. Oberbau Commissario Müller angegeben worden. Angelegt u. gezeichnet von Frd. Lud. Hr. Waagen, Göttingen 1770[3]
- Georg Christian Raff: Naturgeschichte für Kinder. Mit Elf Kupffer-Tafeln von Friedrich Ludwig Heinrich Waagen, gestochen von Johann Georg Sturm. Dieterich, Göttingen 1778; Textarchiv – Internet Archive.

- Einige von Waagen gezeichnete Tafeln aus Raff: Naturgeschichte für Kinder, Göttingen 1778
- Tafel VIII
- Tafel IX
- Tafel X
- Tafel XI

### Einzelne Bilder
- Allegorie der Wissenschaft. (Stadtarchiv Göttingen, Inv.-Nr. Stabu 17, Bl. 69v/70r), 1770, Federzeichnung (online)
- Selbstbildnis beim Zeichnen (Hamburger Kunsthalle, Kupferstichkabinett, Inv.-Nr. 1926-13) vor 1780, 324 mm × 245 mm, schwarze Kreide (online)
- Das Opfer Noahs nach der Sündflut, um 1780. Kopie nach Nicolas Poussin,[9] Verbleib unbekannt.
- Gottfried August Bürger liest im Jägerschen Haus in Göttingen seinen Freunden, dem Mediziner Johann Heinrich Jäger und dem Mathematiker Henrich Julius Oppermann, seine "Lenore" vor (Städtisches Museum Göttingen, Inv.-Nr. 1896/658), um 1785, 81 cm × 35,8 cm, Kohlezeichnung mit Weißhöhungen (unsigniert)[11]
- Die Brüder Oppermann, J. H. Jäger und F. L. H. Waagen (Städtisches Museum Göttingen, Inv.-Nr. 1940/200), um 1785, Öl[11]
- Ruine Giebichenstein, nach der Natur gemalt, 1801,[24] Verbleib unbekannt.
- Lochmühle im Liebetal bei Dresden, nach der Natur gemalt, 1801,[24] Verbleib unbekannt.
- Ansicht im Plauenschengrunde, nach der Natur gemalt, 1801,[24] Verbleib unbekannt.
- Landschafft, eigne Composizion, 1801,[24] Verbleib unbekannt.
- Perseus befreit Andromeda, 1802,[24] Verbleib unbekannt.
- Jupiter und Thetis, 1802,[24] Verbleib unbekannt.
- Jugendbildnis Gustav Friedrich Waagen (Alte Nationalgalerie, Staatliche Museen zu Berlin, Id.-Nr. A I 1095) 1812, 36,5 cm × 30,3 cm, Öl auf Holz (online)